# Carolina-eend

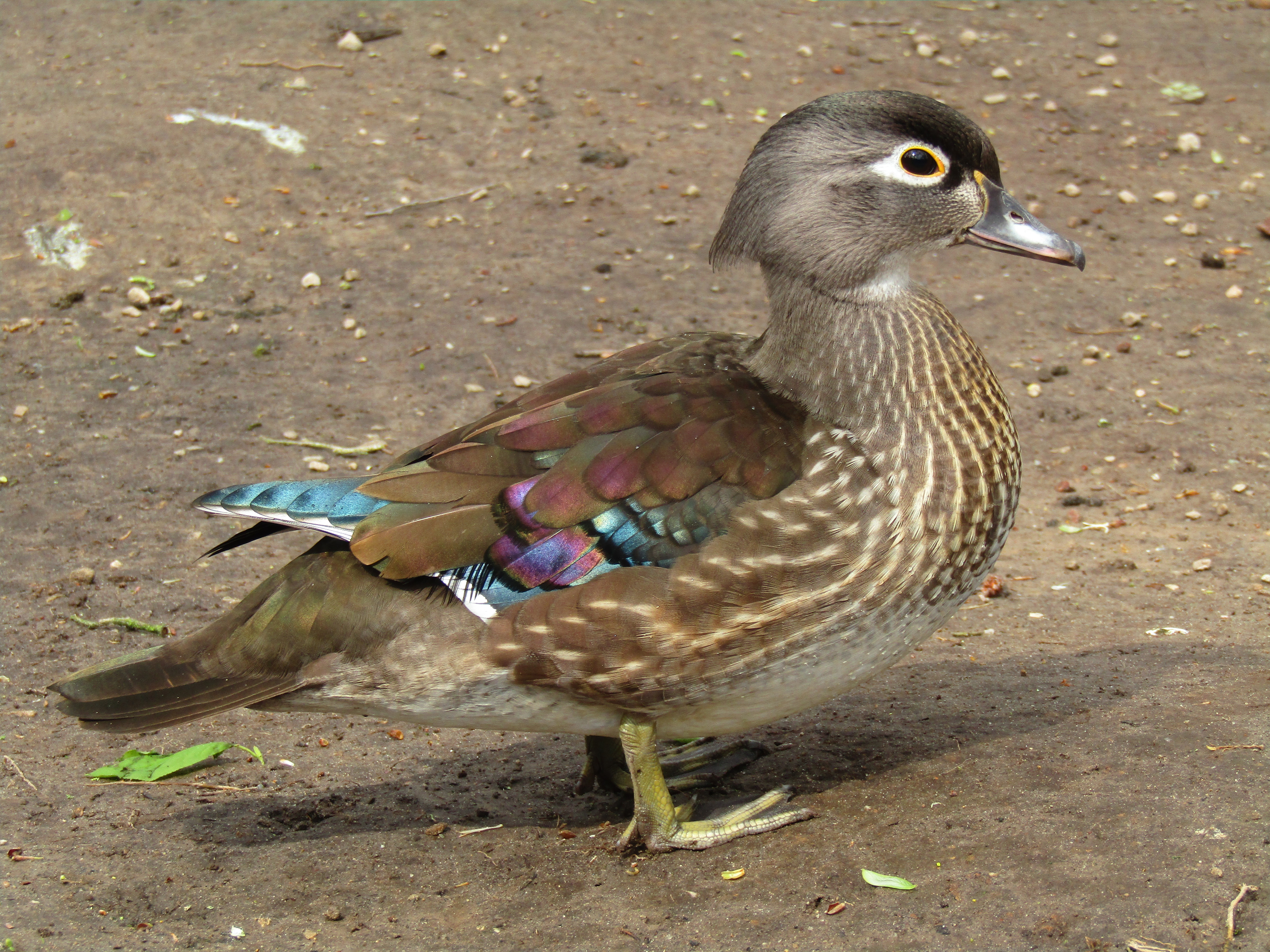
Carolina-eend, vrouwtje

De carolina-eend (Aix sponsa) is een vogel uit de familie van de eendachtigen (Anatidae). De wetenschappelijke naam van de soort werd in 1758 als Anas sponsa gepubliceerd door Carl Linnaeus. De naam 'sponsa' is Latijn voor 'verloofde' of 'bruid'.

## Veldkenmerken
De lichaamslengte bedraagt ongeveer 45 cm. Het vrouwtje is bruingrijs met witomrande ogen. Het verenkleed van de woerd is veelkleurig. De zwarte kop heeft een metaalglans. Vanaf de snavelwortel tot aan het einde van de neerhangende kuif bevindt zich een witte streep. Aan de kuifbasis loopt aan de onderzijde nog zo'n smalle, witte band. De keel is wit. De borst is kastanjebruin met witte puntjes. Aan de zijkant is de borst afgezet door een helderwitte zoom, gevolgd door een zwarte zoom. De onderzijde van het lichaam is vuilwit. De flanken zijn lichtbruin. De onderstaartdekveren zijn rood. De vleugels en bovenzijde zijn zwart met bruine veerzomen. Snavel en poten zijn helderrood.

## Leefwijze
De carolina-eend voedt zich met bessen, eikels, zaden en insecten.

## Voortplanting
Een legsel bestaat uit 7 tot 10 lichtbruine eieren, die in een boomhol bij het water worden gelegd. Ze worden uitgebroed in ongeveer 30 dagen. Er komt broedparasitisme voor.

## Verspreiding en leefgebied
Deze kleurrijke verschijning komt voor op rustige poelen en rivieren van oostelijk Noord-Amerika. 's Winters trekt hij naar het zuidelijk deel daarvan. Deze eend is vaak hoog in bomen aan te treffen en nestelt vaak in verlaten spechtenholen of in nestkasten hoog boven de grond. De vogel is tamelijk wintervast.

## Exoot
Het is een veel gehouden sierwatervogel die in het verleden weleens is ontsnapt. In de Benelux is de carolina-eend daarom een exoot die men weleens in de natuur kan tegenkomen.

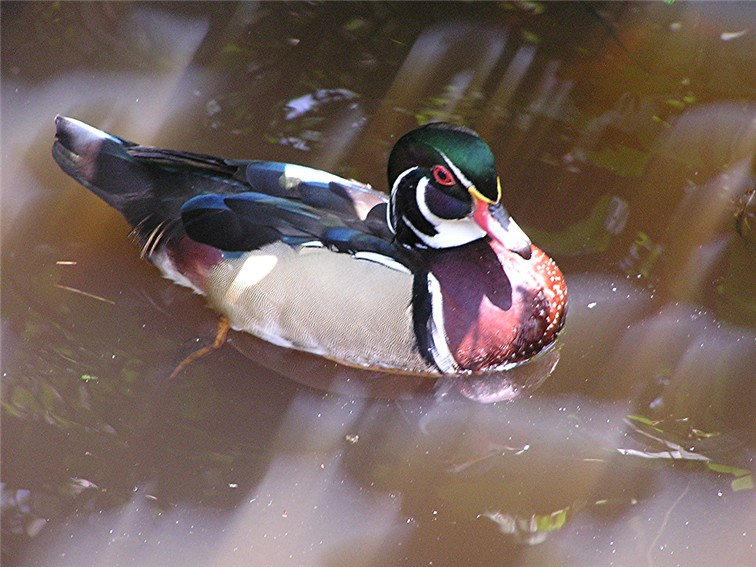
Carolina-eend